# Adelpha cytherea
Espèce
Adelpha cytherea   est une espèce de papillons de la famille des Nymphalidae, sous famille des Limenitidinae, tribu des Limenitidini du genre des Adelpha.

## Dénomination
Espèce décrite par l'entomologiste suédois Carl von Linné en 1758 sous le protonyme de Papilio cytherea, elle est depuis reclassée dans le genre Adelpha ; le nom actuel est Adelpha cytherea

## Taxinomie
Liste des sous-espèces :
- Adelpha cytherea cytherea (Linné, 1758)

Synonymie pour cette sous-espèce
Papilio eleus (Linné, 1758)
Papilio elaea (Müller, 1774)
Adelpha lanilla (Fruhstorfer, 1913)
- Adelpha cytherea aea (C. & R. Felder, 1867)

Synonymie pour cette sous-espèce
Heterochroa aea (C. & R. Felder, 1867) 
Adelpha cytherea herennia (Fruhstorfer, 1915)
Limenitis (Adelpha) cytherea herennia (Brown & Mielke, 1967) 
- Adelpha cytherea daguana (Fruhstorfer, 1913) [3]

Synonymie pour cette sous-espèce
Adelpha tarratia (Fruhstorfer, 1913)
Adelpha cytherea despoliata (Fruhstorfer, 1915)
- Adelpha cytherea insularis (Fruhstorfer, 1913)
- Adelpha cytherea marcia (Fruhstorfer, 1913)
- Adelpha cytherea olbia (C. & R. Felder, 1867)

Synonymie pour cette sous-espèce
Heterochroa olbia (C. & R. Felder, 1867)
- Adelpha cytherea nahua (Grose-Smith, 1898)

Synonymie pour cette sous-espèce
Adelpa nahua (Grose-Smith, 1898)
Adelpha wernickei (Röber, 1923)

### Nom vernaculaire
Adelpha cytherea se nomme Smooth-banded Sister en anglais.

## Description
Adelpha cytherea est un papillon d'une envergure de 40 mm à 45 mm au dessus marron orné d'une large bande orange postdiscale aux ailes antérieures et d'une bande blanche allant aux ailes postérieures de l'angle anal au bord costal et se continuant sur une faible longueur aux ailes antérieures.

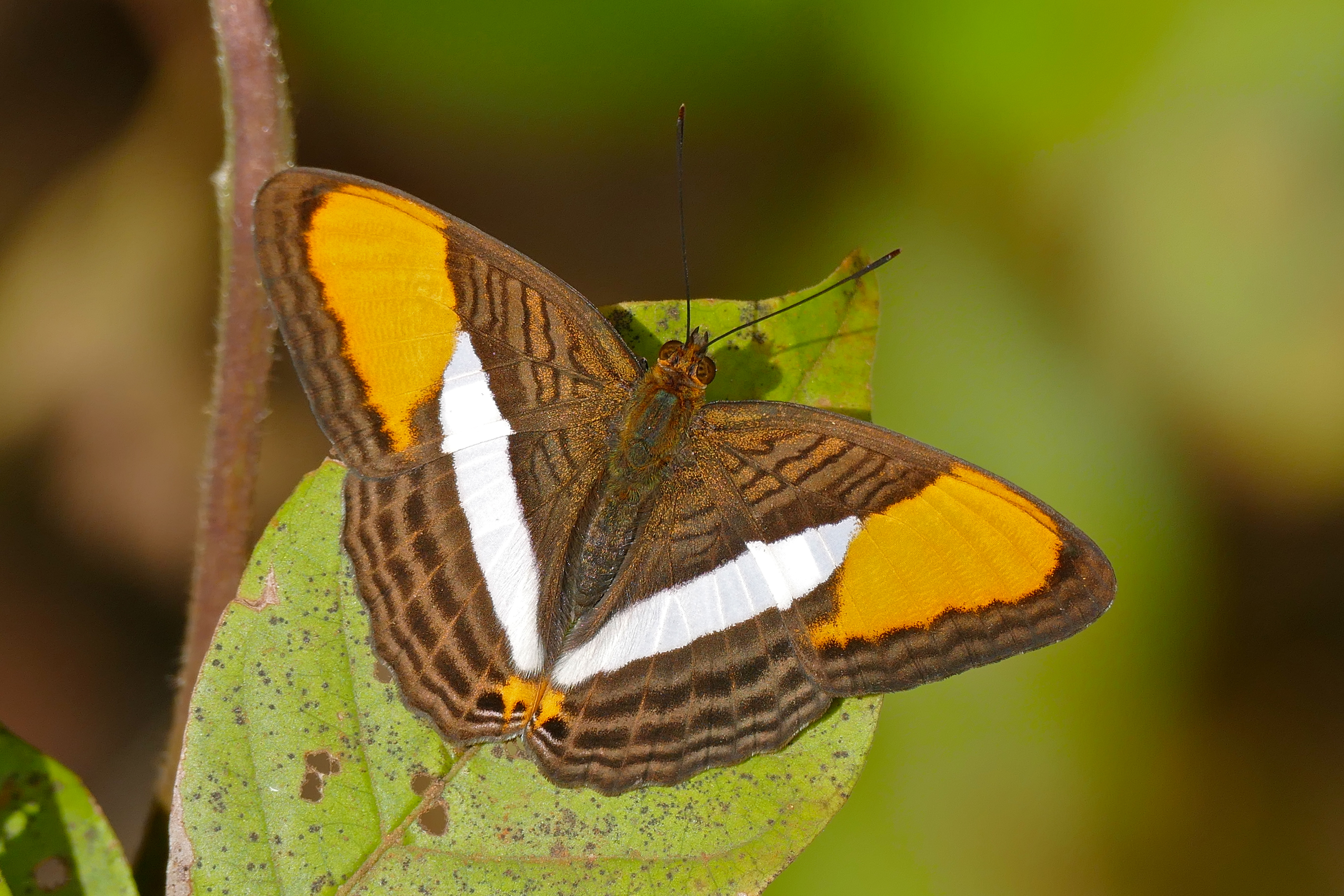
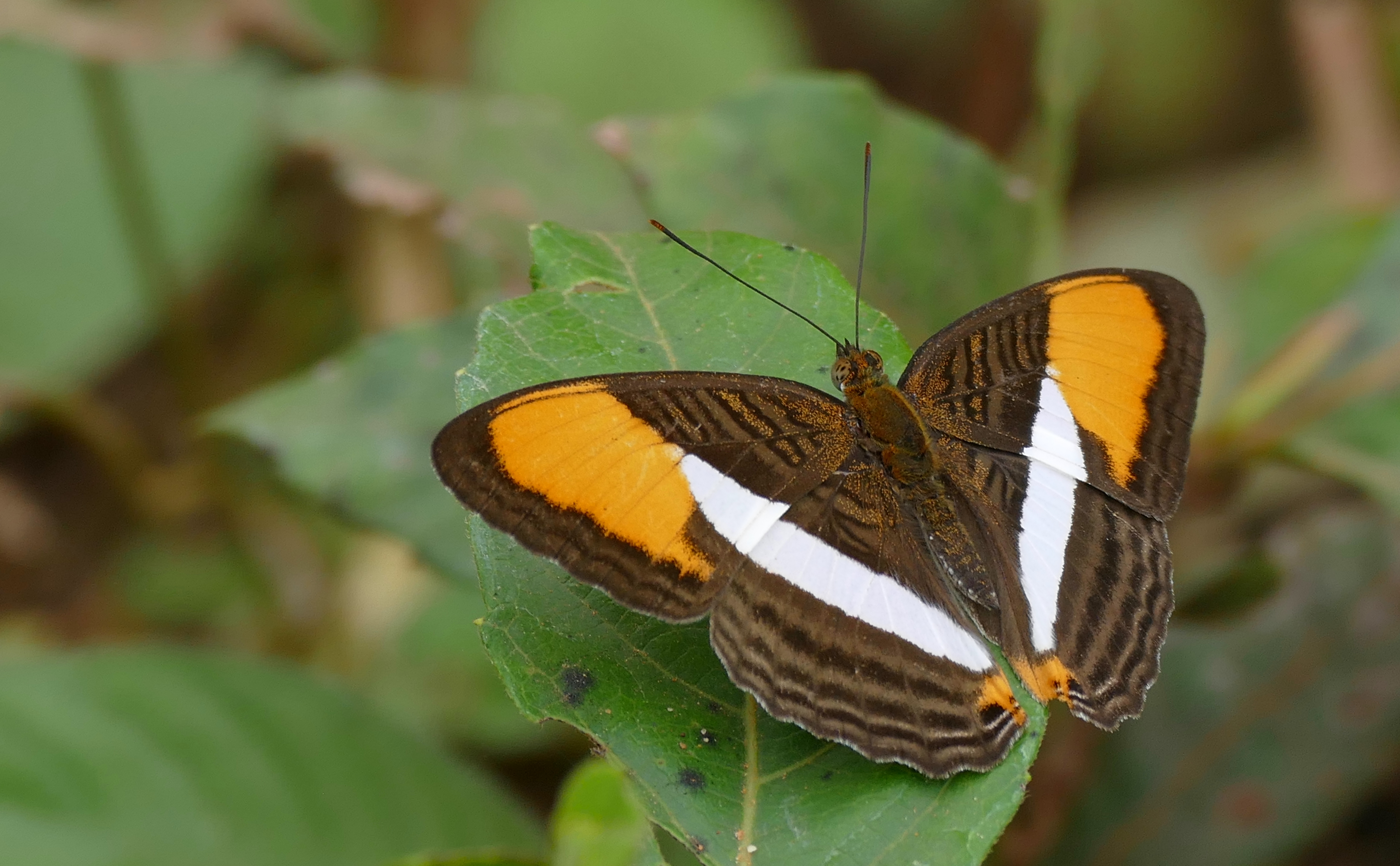

Le revers est ocre jaune avec la même bande blanche aux ailes postérieures que sur le dessus qui, aux ailes antérieures se continue en pointe jusqu'au bord costal.

### Chenille
D'un œuf blanc nait une chenille marron foncé qui développe des épines.

## Biologie
Au Costa Rica les larves d’Adelpha cytherea marcia se nourrissent de Sabicea villosa. D'autres Rubiaceae sont des plantes hôtes d’Adelpha cytherea.

## Écologie et distribution
Adelpha cytherea  est présent en Amérique Centrale (Adelpha cytherea marcia), au Honduras, au Guatemala, au Costa Rica, en Colombie, en Équateur, à Trinité-et-Tobago (Adelpha cytherea insularis), en Bolivie (Adelpha cytherea olbia), au Pérou, au Brésil et en Guyane.

### Biotope
Adelpha cytherea réside dans la forêt tropicale humide et dans la forêt humide du versant est des Andes, jusqu'à 1 600 m,.

### Protection
Pas de statut de protection particulier.